# Subsecretari de stat în Guvernul Octavian Goga
În Guvernul Octavian Goga au fost incluși și subsecretari de stat, provenind de la diverse partide.

## Subsecretari de stat
- Subsecretar de stat la Președinția Consiliului de Miniștri

Alexandru Hodoș (29 decembrie 1937 - 20 februarie 1938)
- Subsecretar de stat la Președinția Consiliului de Miniștri

Sebastian Bornemisa (30 decembrie 1937 - 20 februarie 1938)
- Subsecretar de stat la Ministerul de Interne

Tilică Ioanid (29 decembrie 1937 - 20 februarie 1938)
- Subsecretar de stat la Ministerul de Interne

Dinu Simian (29 decembrie 1937 - 20 februarie 1938)
- Subsecretar de stat la Ministerul Apărării Naționale

General Paul Teodorescu (29 decembrie 1937 - 20 februarie 1938)
- Subsecretar de stat la Ministerul de Externe

Lucian Blaga (30 decembrie 1937 - 20 februarie 1938)
- Subsecretar de stat la Ministerul de Finanțe

Ion D. Enescu (30 decembrie 1937 - 20 februarie 1938)
- Subsecretar de stat la Ministerul de Justiție

Aurel Baciu (30 decembrie 1937 - 20 februarie 1938)
- Subsecretar de stat la Ministerul Educației Naționale

Ion Gh. Savin (30 decembrie 1937 - 20 februarie 1938)
- Subsecretar de stat la Ministerul Cultelor și Artelor

Constantin Tomescu (30 decembrie 1937 - 20 februarie 1938) 
- Subsecretar de stat la Ministerul Agriculturii și Domeniilor

Vasile Prelipceanu (30 decembrie 1937 - 20 februarie 1938)
- Subsecretar de stat la Ministerul Muncii

Leon Scridon (30 decembrie 1937 - 20 februarie 1938)

## Sursa
- Stelian Neagoe - "Istoria guvernelor României de la începuturi - 1859 până în zilele noastre - 1995" (Ed. Machiavelli, București, 1995)